# Tyler (Minnesota)
Tyler ist eine Kleinstadt (mit dem Status „City“) im Lincoln County im US-amerikanischen Bundesstaat Minnesota. Das U.S. Census Bureau hat bei der Volkszählung 2020 eine Einwohnerzahl von 1.138 ermittelt.

## Geografie
Tyler liegt im Südwesten Minnesotas auf 44°16′33″ nördlicher Breite und 96°08′00″ westlicher Länge. Die Stadt erstreckt sich über eine Fläche von 5,21 km².
Benachbarte Orte von Tyler sind Arco (15 km nördlich), Russell (17,4 km ostnordöstlich), Florence (8,7 km südöstlich), Ruthton (12,6 km südsüdöstlich) und Lake Benton (13,2 km westlich).
Die nächstgelegenen größeren Städte sind Minneapolis (278 km ostnordöstlich), Minnesotas Hauptstadt Saint Paul (293 km in der gleichen Richtung), Rochester (318 km östlich), Sioux Falls in South Dakota (114 km südwestlich) und Fargo in North Dakota (330 km nördlich).

## Verkehr
Der U.S. Highway 14 führt in West-Ost-Richtung durch den Süden des Stadtgebiets. Alle weiteren Straßen sind untergeordnete Landstraßen, teils unbefestigte Fahrwege oder innerstädtische Verbindungsstraßen.
Weitgehend parallel zum US 14 verläuft eine Eisenbahnlinie der zur Canadian Pacific Railway gehörenden Dakota, Minnesota and Eastern Railroad in westöstlicher Richtung durch Tyler.
Mit dem Tyler Municipal Airport befindet sich im nordwestlichen Stadtgebiet ein kleiner Flugplatz. Der nächste Großflughafen ist der Minneapolis-Saint Paul International Airport (276 km ostnordöstlich).

## Demografische Daten
Nach der Volkszählung im Jahr 2010 lebten in Tyler 1143 Menschen in 520 Haushalten. Die Bevölkerungsdichte betrug 219,4 Einwohner pro Quadratkilometer. In den 520 Haushalten lebten statistisch je 2,1 Personen.
Ethnisch betrachtet setzte sich die Bevölkerung zusammen aus 96,9 Prozent Weißen, 0,3 Prozent Afroamerikanern, 0,3 Prozent amerikanischen Ureinwohnern, 0,2 Prozent (zwei Personen) Asiaten sowie 1,0 Prozent aus anderen ethnischen Gruppen; 1,2 Prozent stammten von zwei oder mehr Ethnien ab. Unabhängig von der ethnischen Zugehörigkeit waren 2,4 Prozent der Bevölkerung spanischer oder lateinamerikanischer Abstammung.
21,9 Prozent der Bevölkerung waren unter 18 Jahre alt, 51,8 Prozent waren zwischen 18 und 64 und 26,3 Prozent waren 65 Jahre oder älter. 51,9 Prozent der Bevölkerung war weiblich.

Das mittlere jährliche Einkommen eines Haushalts lag bei 39.667 USD. Das Pro-Kopf-Einkommen betrug 21.689 USD. 17,5 Prozent der Einwohner lebten unterhalb der Armutsgrenze.